# R18 (Ghana)
De R18 of Regional Road 18 is een regionale weg in Ghana die de kustplaats Akplabanya richting het noorden ontsluit. De weg loopt door de regio Greater Accra.
De R18 begint in Akplabanya, waar de weg aansluit op de kustweg R13. Daarna loopt de weg naar Battor, waar hij eindigt op de N1.
R10 · 
R11 · 
R12 · 
R13 · 
R14 · 
R15 · 
R16 · 
R17 · 
R18 · 
R19 · 
R21 · 
R23 · 
R24 · 
R25 · 
R26 · 
R27 · 
R28 · 
R29 · 
R30 · 
R36 · 
R38 · 
R40 · 
R42 · 
R43 · 
R44 · 
R45 · 
R47 · 
R49 · 
R50 · 
R52 · 
R54 · 
R60 · 
R61 · 
R62 · 
R63 · 
R64 · 
R65 · 
R66 · 
R68 · 
R70 · 
R71 · 
R72 · 
R74 · 
R76 · 
R80 · 
R81 · 
R82 · 
R83 · 
R84 · 
R85 · 
R86 · 
R87 · 
R88 · 
R90 · 
R91 · 
R92 · 
R93 · 
R94
R100 · 
R101 · 
R103 · 
R104 · 
R105 · 
R106 · 
R107 · 
R108 · 
R109 · 
R110 · 
R113 · 
R114 · 
R116 · 
R121 · 
R122 · 
R123 · 
R124 · 
R125 · 
R126 · 
R127 · 
R128 · 
R129 · 
R131 · 
R132 · 
R180 · 
R181 · 
R182 · 
R184 · 
R201 · 
R202 · 
R204